# Luis Herrera (tennis)
Pour les articles homonymes, voir Herrera.
Luis-Enrique Herrera, né le 27 août 1971 à Mexico, est un ancien joueur de tennis professionnel mexicain.

## Carrière
Le 9 novembre 1991, il atteint la 49e place mondiale qui reste le meilleur classement de sa carrière. Lors du tournoi de Wimbledon 1992, il atteint le 3e tour en éliminant notamment au 1er tour une des légendes du tennis en la personne de l'Américain Jimmy Connors.
Au cours de cette même année, il atteint les demi-finales de l'Open de Manchester où il est battu par l'Américain MaliVai Washington.

## Palmarès

### Finale en simple messieurs
| No | Date       | Nom et lieu du tournoi | Catégorie    | Dotation  | Surface    | Vainqueur    | Score    |  |
| -- | ---------- | ---------------------- | ------------ | --------- | ---------- | ------------ | -------- |  |
| 1  | 02-11-1992 | Kolynos Cup, Búzios    | World Series | 155 000 $ | Dur (ext.) | Jaime Oncins | 6-3, 6-2 |  |

### Finale en double messieurs
| No | Date       | Nom et lieu du tournoi         | Catégorie    | Dotation  | Surface      | Vainqueurs                      | Partenaire      | Score         |  |
| -- | ---------- | ------------------------------ | ------------ | --------- | ------------ | ------------------------------- | --------------- | ------------- |  |
| 1  | 20-10-1997 | Abierto Mexicano Telcel Mexico | World Series | 305 000 $ | Terre (ext.) | Nicolás Lapentti Daniel Orsanic | Mariano Sánchez | 4-6, 6-3, 7-6 |  |

## Parcours dans les tournois duGrand Chelem

### En simple
| Année | Open d'Australie | Open d'Australie | Internationaux de France | Internationaux de France | Wimbledon       | Wimbledon   | US Open         | US Open      |
| ----- | ---------------- | ---------------- | ------------------------ | ------------------------ | --------------- | ----------- | --------------- | ------------ |
| 1990  | —                | —                | —                        | —                        | 1er tour (1/64) | Bo. Becker  | —               | —            |
| 1991  | 1er tour (1/64)  | M. Jaite         | 1er tour (1/64)          | T. Martin                | 1er tour (1/64) | J. Frana    | 1er tour (1/64) | A. Volkov    |
| 1992  | —                | —                | —                        | —                        | 3e tour (1/16)  | W. Ferreira | 1er tour (1/64) | J. Siemerink |
| 1993  | 1er tour (1/64)  | M.-K. Goellner   | 1er tour (1/64)          | M. Visconti              | 2e tour (1/32)  | A. Foster   | —               | —            |
| 1994  | —                | —                | —                        | —                        | —               | —           | —               | —            |
| 1995  | —                | —                | —                        | —                        | —               | —           | —               | —            |
| 1996  | —                | —                | —                        | —                        | —               | —           | —               | —            |
| 1997  | —                | —                | —                        | —                        | 1er tour (1/64) | M. Norman   | —               | —            |

N.B. : à droite du résultat se trouve le nom de l'ultime adversaire.

### En double
| Année | Open d'Australie           | Open d'Australie   | Internationaux de France    | Internationaux de France | Wimbledon                | Wimbledon              | US Open                 | US Open             |
| ----- | -------------------------- | ------------------ | --------------------------- | ------------------------ | ------------------------ | ---------------------- | ----------------------- | ------------------- |
| 1989  | —                          | —                  | 2e tour (1/16) U. Colombini | J. Hlasek E. Jelen       | 1er tour (1/32) B. Uribe | D. Cahill M. Kratzmann | 1er tour (1/32) A. Mora | J. Grabb P. McEnroe |
| 1990  | —                          | —                  | —                           | —                        | —                        | —                      | —                       | —                   |
| 1991  | 1er tour (1/32) L. Lavalle | G. Bloom F. Clavet | —                           | —                        | —                        | —                      | —                       | —                   |

N.B. : le nom du ou de la partenaire se trouve sous le résultat ; le nom des ultimes adversaires se trouve à droite.